# David Moores
David Richard Moores (* 15. März 1945; † 22. Juli 2022) war ein englischer Unternehmer und Fußballfunktionär. Als Miteigentümer des FC Liverpool war er von 1991 bis 2007 auch dessen Präsident.

## Moores und Liverpool
Moores wurde am 18. September 1991 zum Präsidenten des FC Liverpool gewählt. Dem Engländer gehörten 51 % der Anteile am Klub. Moores Onkel John Moores (1896–1993) war Präsident des Lokalrivalen FC Everton und besaß Anteile an den Reds. John Moores gründete das Einzelhandelsunternehmen Littlewoods, das die Familie Moores zu einer der reichsten Großbritanniens machte. 2002 wurde die Firma für umgerechnet circa 1,1 Milliarden € verkauft. Der Unternehmer war an den Vorbereitungen zum Bau eines neuen Stadions für den FC Liverpool beteiligt. Im Februar 2007 verkaufte David Moores die Reds für umgerechnet circa 690 Millionen € an die US-amerikanischen Magnaten Tom Hicks und George Gillett. Der Betrag umfasst auch 323 Millionen € für das neue Stadion. Unter Moores Führung gewann der FC Liverpool folgende Titel: dreimal den englischen Pokal (1992, 2001, 2006), dreimal den englischen League Cup (1995, 2001, 2003), einmal den UEFA-Cup (2001), einmal die Champions League (2005) und zweimal den europäischen Supercup (2001, 2005).

## Privatleben
Moores war verheiratet mit Marjorie. Weiters war er der Erbe des Littlewood-Vermögens. Er stand auf Platz 42 der reichsten Briten laut London Times.